# 12 Angry Men (1954)
12 Angry Men (ook wel bekend als Twelve Angry Men) is een televisiestuk dat op 20 september 1954 uitgezonden werd als onderdeel van de CBS-anthologieserie Studio One. Het script van Reginald Rose was zo populair dat het televisiestuk twee remakes kreeg, waarvan een in 1957 en een in 1997, en er een toneelstuk op gebaseerd werd.

## Plot
Het verhaal van deze film gaat over juryrechtspraak, de problematiek van schuld en onschuld en bewijs en ook over de morele moed een afwijkende mening te bepleiten en vooroordelen te trotseren en ontzenuwen.
De hele film speelt zich in één ruimte af. De rechtszaak is net afgelopen en de leden van de jury moeten beslissen of de jongen schuldig is of onschuldig. Ieder ziet hem als schuldig behalve één man.

## Acteurs
| Acteur          | Personage      |
| --------------- | -------------- |
| Norman Fell     | Jurylid nr. 1  |
| John Beal       | Jurylid nr. 2  |
| Franchot Tone   | Jurylid nr. 3  |
| Walter Abel     | Jurylid nr. 4  |
| Lee Philips     | Jurylid nr. 5  |
| Bart Burns      | Jurylid nr. 6  |
| Paul Hartman    | Jurylid nr. 7  |
| Bob Cummings    | Jurylid nr. 8  |
| Joseph Sweeney  | Jurylid nr. 9  |
| Edward Arnold   | Jurylid nr. 10 |
| George Voskovec | Jurylid nr. 11 |
| Larkin Ford     | Jurylid nr. 12 |